# José Ignacio Guédez
José Ignacio Guédez Yepez es un político venezolano. Se desempeñó como secretario de la IV Legislatura de la Asamblea Nacional de Venezuela, y durante la crisis presidencial de Venezuela fue designado como embajador de Venezuela en Marruecos.

## Carrera
José Ignacio Guédez se desempeñó como secretario de la Asamblea Nacional desde el 5 de enero de 2016 hasta su renuncia el 24 de octubre de 2017.En 2019, durante la crisis presidencial de Venezuela fue designado como embajador de Venezuela en Marruecos. Guédez anteriormente había sido secretario general del partido La Causa R.